# Secundaire groep
Een secundaire groep is een groep waarvan de leden formele, instrumentele relaties met elkaar onderhouden. Relaties worden binnen een secundaire groep aangegaan omdat dit de meest effeciënte manier is om bepaalde, vooropgestelde doeleinden te realiseren. De bestaansredenen van een secundaire groep situeren zich dus niet op emotioneel maar op rationeel niveau. De bureaucratie is het bekendste voorbeeld van een secundaire groep.
Secundaire groepen hebben - in tegenstelling tot de kleine primaire groep - een variërende grootte, waardoor contacten niet steeds face-to-face moeten zijn. Daarnaast hebben secundaire groepen ook een wisselende permanentie: een ledenwisseling zorgt er niet voor dat de secundaire groep ophoudt te bestaan.